# Javier Jattin
Javier Jattin  (Barranquilla, 1983. április 24. –) kolumbiai színész, modell és műsorvezető.

## Élete és pályafutása
1983. április 24-én született Barranquillában. Karrierjét 2007-ben kezdte a Tu voz estéreo-ban. 2009-ben Matíast alakította a Szívek iskolája című sorozatban. 2010-ben főszerepet játszott a Chepe Fortunában. 2012-ben megkapta Camilo szerepét a La mujer del Vendaval című telenovellában.

## Filmográfia
- La Vecina (2015) - Eliseo "Cheo"
- Hasta el fin del mundo (2014-2015) - Paolo Elizondo
- El color de la pasión (2014) - Román Andrade
- Las trampas del deseo (2013-2014) - Darío Alvarado Jáuregui
- La mujer del Vendaval  (2012-2013) - Camilo Preciado
- Casa de reinas  (2012) - Chepe Fortuna
- Primera dama  (2011-2012) - Mariano Zamora
- Chepe Fortuna  (2010-2011) - José "Chepe" Fortuna
- Szívek iskolája (Niños Ricos, Pobres Padres)  (2009-2010) - Matías Quintana
- El penúltimo beso  (2008)
- Tu voz estéreo (2007)

## Díjak és jelölések
TVyNovelas-díj (Kolumbia)
| Év   | Kategória                    | Jelölt mű     | Eredmény |
| ---- | ---------------------------- | ------------- | -------- |
| 2012 | Legjobb férfi mellékszereplő | Primera dama  | Jelölve  |
| 2011 | Legjobb férfi főszereplő     | Chepe Fortuna | Elnyerte |